# Cuencamé
Cuencamé är en ort i Mexiko.   Den ligger i kommunen Cuencamé och delstaten Durango, i den centrala delen av landet, 800 km nordväst om huvudstaden Mexico City. Cuencamé ligger 1 587 meter över havet och antalet invånare är 8 876.
Terrängen runt Cuencamé är platt åt nordost, men åt sydväst är den kuperad. Runt Cuencamé är det mycket glesbefolkat, med 5 invånare per kvadratkilometer. Cuencamé är det största samhället i trakten. Omgivningarna runt Cuencamé är i huvudsak ett öppet busklandskap.